# Rio Juruá
O rio Juruá é um rio que nasce no Peru e que banha os estados do Acre e Amazonas, no Brasil.
Nasce no Peru e desagua no rio Solimões, tendo um percurso de aproximadamente 3000 km. É de grande importância para a região, servindo como hidrovia para diversas comunidades, já que rodovias são inexistentes na maior parte de seu curso. Em suas margens, ficam municípios importantes como Eirunepé no Amazonas e Cruzeiro do Sul (Acre).

## Percurso

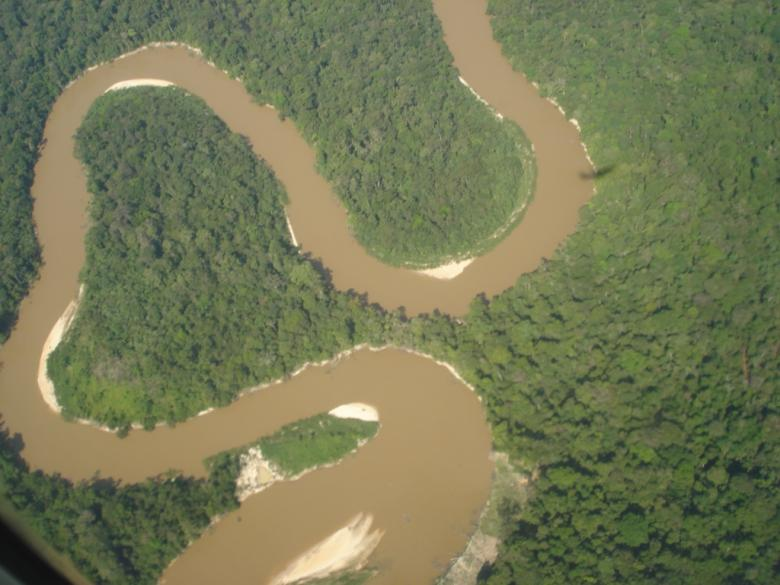
Rio Juruá nas proximidades da cidade de Cruzeiro do Sul, no estado do Acre

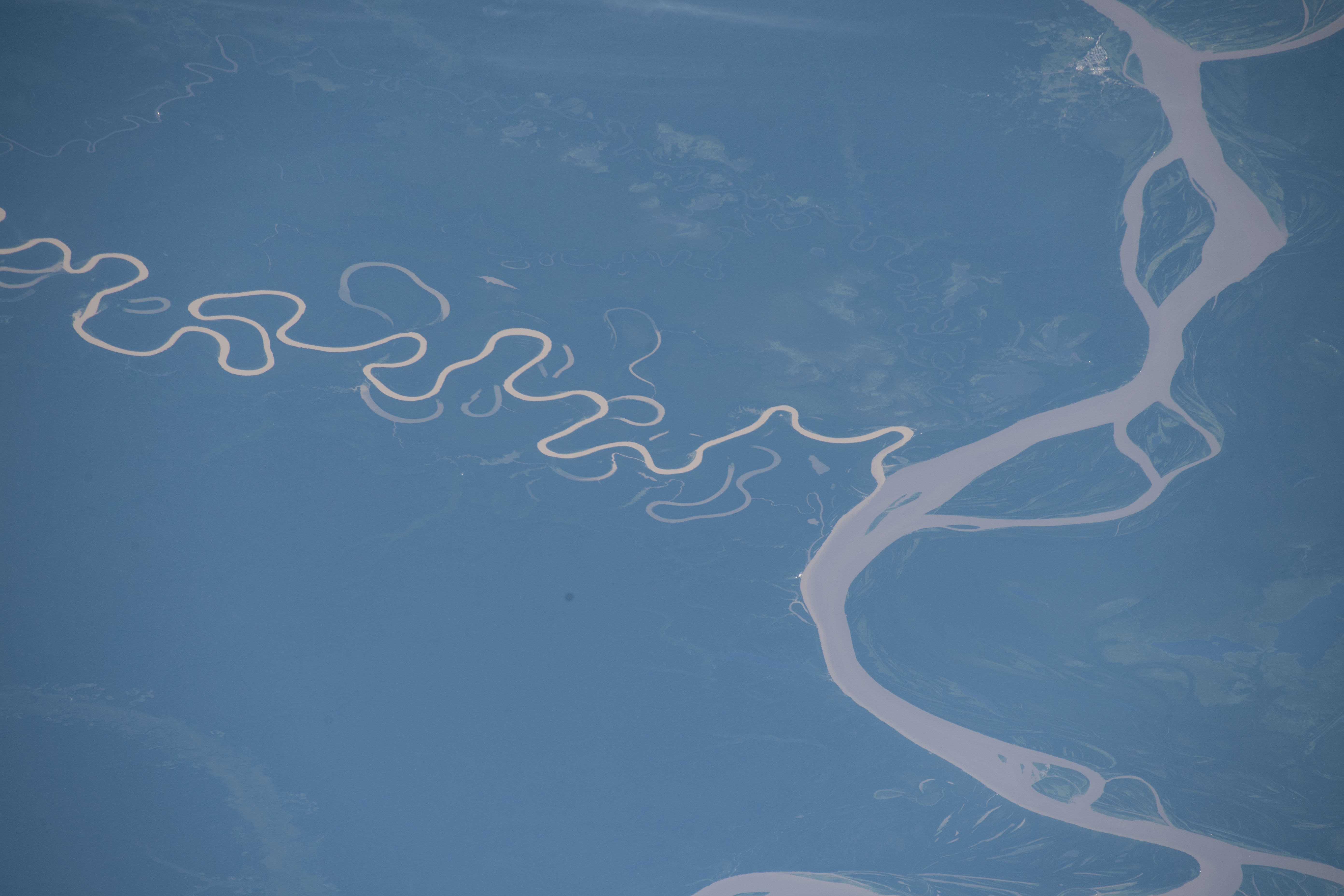
Foz do rio Juruá fotografada a partir da Estação Espacial Internacional.

Ao cruzar a fronteira com o Brasil, a primeira comunidade é Foz do Breu. Ainda no Acre, ficam, às suas margens, as cidades: Cruzeiro do Sul, Marechal Thaumaturgo, Porto Walter e Rodrigues Alves. No estado do Amazonas, margeiam, o Juruá, as cidades de Eirunepé, Itamarati, Carauari, Juruá, Ipixuna e Guajará.

## Unidades de conservação
Nos últimos anos, o governo federal criou, na calha do rio Juruá, duas unidades de conservação de uso direto, nomeadamente a Reserva Extrativista do Médio Juruá e a Reserva Extrativista do Baixo Juruá.

## Topônimo
Segundo o tupinólogo Eduardo Navarro, o topônimo "Juruá" procede do nheengatu iuruã, que significa "boca alta, boca aberta, foz desentupida de rio".